# Manchester (Georgia)
Manchester è una città degli Stati Uniti d'America, situata in Georgia, nella Contea di Meriwether e in parte nella Contea di Talbot.